# Сарвади, Фридьеш
Фридьеш Сарвади (венг. Szarvady Frigyes, до 1843 года Фридрих Хирш, нем. Friedrich Hirsch; 24 октября 1822, Нови-Сад, ныне Сербия — 2 февраля 1882, Париж) — венгерский публицист и общественный деятель еврейского происхождения.
Изучал право в Праге, Вене и Пеште, с 1847 г. практиковал в Братиславе как адвокат. С началом революционных событий 1848 года примкнул к революционному движению, публиковал в зарубежной прессе (прежде всего, парижской) статьи, отражающие точку зрения революционеров, исполнял дипломатические поручения венгерского правительства. В сентябре 1848 года был направлен в Париж в составе дипломатической миссии Ласло Телеки. В связи с подавлением революции остался в Париже, был одним из лидеров венгерской эмиграции, продолжал выступать с публицистическими статьями, а также как музыкальный критик (в частности, стал постоянным автором лейпцигской газеты «Сигналы для музыкального мира»). В 1851 году опубликовал сборник переводов поэзии Шандора Петёфи на немецкий язык (совместно с Морицем Гартманом). Напечатал также книгу «Париж. Политические и неполитические очерки и картины» (нем. Paris. Politische und unpolitische Studien und Bilder 1848-1852; 1852). В 1855 году женился на пианистке Вильгельмине Клаус.
Фридьешу Сарвади посвящены знаменитые «Цыганские напевы» Пабло Сарасате.